# Tonaliteit
In de muziekleer is tonaliteit een hiërarchisch stelsel van tonen of akkoorden met betrekking tot een grondtoon, die het tooncentrum van de compositie is. Tonaliteit is de kenmerkende eigenschap van tonale muziek en komt tot uiting in zowel melodie als harmonie. Het is de muzikale perceptie (ervaring), die wordt bewerkstelligd door de onderlinge verhoudingen van de tonen ten opzichte van elkaar en de grondtoon (tonica) van de gebruikte toonsoort. De tonica wordt ervaren als het tooncentrum: de spil van melodie en harmonie en daarmee het terugkerende fundament van oplossing en spanningsloosheid.
Tonaliteit staat tegenover atonaliteit.
In harmonisch opzicht wordt de tonaliteit bepaald door de verhouding van de verschillende akkoorden ten opzichte van elkaar en de tonicadrieklank. Tonaliteit komt dus, naast het melodieverloop, tot uiting bij het gebruik van een bepaalde opeenvolging van akkoorden (akkoordenprogressie), waaronder de (afsluitende) cadens.

## Tonaliteit en toonstelsel
De 'staalkaart' van de tonaliteit is in beginsel het toonstelsel, dat aangeeft welke soort intervallen gebruikt worden. Het diatonische toonstelsel gebruikt enkel hele en halve toonafstanden, het chromatische toonstelsel gebruikt chromatische halve tonen en de overmatige secunde, het kwarttoonsysteem gebruikt kwarttonen.
Binnen een toonstelsel zijn allerlei toongeslachten mogelijk. In het diatonische toonstelsel, bijvoorbeeld, zijn verschillende specifieke opeenvolgingen mogelijk van de hele en halve toonafstanden, die de verschillende toongeslachten vormen. Tegenwoordig worden vrijwel alleen de toongeslachten majeur en mineur gebruikt.
Hieronder staan verschillende toongeslachten zonder voortekening, die elk beginnen met een andere grondtoon, en die dus verschillende verhoudingen tussen de verschillende tonen kennen. Al deze onderstaande toongeslachten stammen af van het diatonische toonstelsel.
Elke toonsoort kan met een willekeurige grondtoon beginnen, en zo ontstaan de verschillende toonaarden.
Enkele concrete voorbeelden van toongeslachten zonder voortekening zijn:
- Majeur: c--d--e-f--g--a--b-c (wordt binnen modale systeem Ionisch genoemd)
- Harmonisch mineur: a--b-c--d--e-f---g#-a (maar kan ook met melodisch stijgende of dalende wendingen zijn)
- Eolisch: a--b-c--d--e-f--g--a (authentiek of antiek mineur, modaal)
- Dorisch: d--e-f--g--a--b-c--d (modaal)
- Mixolydisch: g--a--b-c--d--e-f--g (modaal)
- Lydisch: f--g--a--b-c--d--e-f (modaal)
- Frygisch: e-f--g--a--b-c--d--e (modaal)
- Lokrisch: b-c--d--e-f--g--a--b (modaal, zeldzaam) (in praktijk onwerkbaar vanwege de verminderde kwint tussen de grondtoon en de dominant)

Kleuring van de tonaliteit vindt plaats door gebruik van chromatiek (incidentele verhogingen en verlagingen), alteraties (toonladder-vreemde tonen in akkoorden) tussendominanten of tussen-subdominanten en modulaties (het overgaan van de ene toonsoort naar de andere).

## Ontwikkeling: van modaal-functioneel naar tonaal-functioneel
Binnen tonaliteit (waarbij elke noot van de toonladder een functie heeft tegenover de tonica, vandaar het b.n. functioneel) kunnen we modaal-functionele harmonie en tonaal-functionele harmonie onderscheiden.
In de geschiedenis van de klassieke muziek, vanaf het begin van de 17e eeuw tot met 1750, de zgn. barokperiode, is de ontwikkeling van de muziek, waarin de harmonie en melodie sterk aan elkaar zijn gekoppeld, frappant: in korte tijd veranderde deze volledig van stijl en structuur. Dit is mede het gevolg van deze soort van tonaliteit van het toonsysteem, dat is gebaseerd op majeur en mineur, vooral de harmonisch kleine tertstoonladder. ( Dit wordt ook wel het 'tonaal-functioneel systeem' genoemd, waardoor men in dit verband spreekt van 'tonaal-functionele muziek'). Een belangrijke eigenschap in deze, is dat de drie harmonische hoofdfuncties tonica (oplossing), subdominant (stuwing) en dominant (spanning, met leidtoon) tot het ontstaan van een melodie dwingen. Jean-Philippe Rameau (1683 - 1764), de voornaamste muziektheoreticus in deze, beschreef dit als: "la mélodie naît de l'harmonie" (de melodie wordt uit de harmonie geboren).
Voor deze periode in de muziekgeschiedenis, was de muziek overwegend modaal-functioneel, dat wil zeggen gebaseerd op de kerktoonsoorten. Met betrekking tot de harmonie, komt deze soort van tonaliteit van deze muziek anders tot stand omdat deze feitelijk is gericht op de melodielijn die ook modaal-functioneel geconcipieerd is, van waaruit een akkoordopeenvolging (met vaak plagale wendingen) kan worden afgeleid. Deze eigenschap is in dit opzicht, tegengesteld aan het klassieke conventionele systeem van majeur/mineur, vooral harmonisch. Tegenwoordig komen we modaal-functionele muziek veelvuldig tegen in de volksmuziek, met name die uit Ierland en Schotland, maar ook in de jazz. Hierin worden eveneens technieken gebruikt in de vorm van uitwijkingen en modulaties.

## Bitonaliteit
Bitonaliteit is het verschijnsel waarbij twee tegelijk klinkende stemmen een duidelijk verschillend tooncentrum hebben. De horizontale coherentie in elke respectievelijke stem stuurt naar een verschillend tooncentrum.

## Atonaliteit
Bij atonaliteit wordt doelbewust de beweging naar een grondtoon, als basis van een toonaard, vermeden. Onder invloed van het Expressionisme was er aan het begin van de 20ste eeuw een enorme drang naar persoonlijke expressie. Dit leidde bij Arnold Schönberg en zijn leerlingen Alban Berg en Anton Webern, die gezamenlijk de Tweede Weense School vormen, tot een toenemend gebruik van chromatiek. In eerste instantie heeft dat een zwevende tonaliteit tot gevolg, waarbij het tonale centrum zo snel wisselt dat er eigenlijk geen sprake meer is van een centrale grondtoon.
Het is Arnold Schönberg die steeds als eerste de nieuwe ontwikkelingen vorm geeft. Van 1908 stamt zijn eerste atonale compositie "Drei Klavierstücke", opus 11. De toonkeuze is geheel gebaseerd op de expressieve waarde van de tonen, en niet langer op de functie van de toon in de harmoniek. Doordat binnen deze vrije atonaliteit een gebrek aan structuur is, waarbinnen de toonkeuze plaatsvindt, blijkt het echter zeer moeilijk langere stukken te componeren. Dit leidt uiteindelijk tot de ontwikkeling van de dodecafonie of twaalftoonsmuziek.
Componisten buiten de Tweede Weense School hebben andere wegen gevonden om een vervangende structuur aan te brengen in het toonmateriaal. Zoals bijvoorbeeld de toonklok van Peter Schat, het assenstelsen van Béla Bartók en de "mode à transpositions limités" van Olivier Messiaen.

## Derde tonaliteit
De Oostenrijkse componist Paul Kont wordt beschouwd als uitvinder/schepper van de zogenaamde "derde tonaliteit".